# Tetraena
- Commons
- Wikispecies

Tetraena é um género botânico pertencente à família Zygophyllaceae.

## Espécies
- Tetraena mongolica

1. ↑  «Tetraena — World Flora Online». www.worldfloraonline.org. Consultado em 19 de agosto de 2020